# Часодії
Часоді́ї — серія книг письменниці Наталії Щерби, написана в жанрі підліткової фантастики. Головною героїнею серії є юна часівниця Василина Огнєва, що потрапила в особливий світ, де всі вміють керувати часом. Перша книга, «Часовий ключ», вийшла в 2011 році накладом 50 тисяч примірників після перемоги Наталії Щерби в конкурсі видавництва «Росмен» «Нова дитяча книга». На момент конкурсу назва книги була «Часовий ключ для Василини». «Часовий ключ» посів 2-е місце в номінації «Найкращий цикл, серіал і роман з продовженням» на російському фестивалі фантастики «Зоряний міст» (рос. Звёздный мост) у 2011 році і в тому ж році отримав премію «Аліса» за найкращий дитячо-юнацький твір у фантастиці на російському РосКоні. Наталія Щерба неодноразово заявляла, що в серії планується рівно шість книг. Спочатку було випущено три книги, а потім ще три, раз в рік. Шосту і останню книгу було видано у 2015 році.

## Часові істоти
- Зорептаха (рос. луноптах) — дуже рідкісні птахи. Якщо виростити її до трьох місяців — вона запам'ятає свого господаря, і прилітатиме будь-якої миті по першому кличу. Зорептаха не боїться перешкод, може літати між світами, добре лазить по стінах високих замків. Вилуплюються з блідо-блакитних яєць з дрібними сріблистими краплинками, потребують тепла. Яйце треба зберігати в теплі, а коли воно покриється розсипом чорних тріщин — щоночі класти в тепле догораюче вугілля, аж поки не вилупиться.
- Тонкоріг — тварина, схожа на коня. Білого кольору, має такий же ріг на маківці. Вона може літати крізь стіни та між світами.
- Малевал — тварина, зовні схожа на тонкорога, відрізняється тим, що має чорне забарвлення і може, на відміну від тонкорогів тягнути карету.
- Ящер-плазун, схожий на ящірку, але значно більших розмірів. Здатний перевозити на своїй спині людей. Ящери не прив'язуються до своїх господарів. Зовні вони здаються великими і неповороткими, але насправді ці плазуни дуже швидкі.
- Вогнежар — пташка невеликого розміру, в яку має здатність перетворюватися Василина.
- Трикут — один з видів котів на Ефларі, особливістю якого є вуха трикутної форми та голкоподібні зуби; тварина, в яку перетворюється Феш.

## Книги

### Часовий ключ
Дванадцятирічна Василиса Огнєва, яка жодного разу не бачила своїх рідних батьків, живе зі старенькою опікункою. Раптово приїжджає батько Василини і забирає її до себе. Батько багатий, живе у великому будинку, має особистого шофера і ще чотирьох дітей, крім Василини: старших двійнят, брата і сестру Норта і Дейлу, і двох молодших хлопчиків. Ніхто з великої родини не радий Василисі: батько грубий з нею, а діти тероризують, б'ють. Одного разу вона стає свідком дивної події: до батька приїхали гості, покрутивши стрілки годинника в бібліотеці, проходять крізь стіну і зникають. Слідуючи за ними, Василиса виявляється у великому замку і підслуховує розмову батька з духом, який керує часом. З'ясовується, що існує два світи, Остала — звичайна Земля, і Ефлара — ефемерна планета, світ чарівників-часодіїв, здатних чаклувати, використовуючи тимчасові парадокси і ймовірності. Часодії створили Ефлару, відокремивши її від Остали тимчасовим розривом, який неухильно скорочується, а це загрожує Ефларі знищенням: Остала є початковим світом, і може поглинути її. Часодії покладають великі надії на Пурпуровий Квіт, який розцвітає раз у тисячу років і здатний виконати будь-яке бажання. Передбачається, що можна використати це бажання для збільшення розриву між світами. Потрапити до Пурпурового Квіту можуть сім молодих часодіїв, що володіють сімома ключами, вставши на Часове Коло.
Василина разом з братами і сестрою проходить перевірку на рівень здатності до часодійства і показує вищий ступінь. З'ясовується, що саме цього і побоювалась вся сім'я: з вищим ступенем Василина має право на спадщину, яку батько планував залишити старшому синові Норту, і вносить плутанину в плани правителів часового світу. Батько незабаром придумує, як використовувати Василису в своїх цілях: змусивши дівчинку переміститися на Ефлару з допомогою Ніка, сина свого давнього ворога, часомайстра Костянтина Лазарева, батько Василини звинувачує Лазарева у викраденні дочки. Лазарев піддається еферу «старіння» і потрапляє під арешт.
Оскільки батько не збирається проводити для Василиси часове посвячення, без якого вона не може часувати, вона тікає з батькового замку з приятелем Ніка — Фешем Драгоцієм і за допомогою Діани Фрезер, феї, відправляється в Чароділ — королівство фей, маючи намір попросити їх провести посвяту. При Посвяченні Василиса отримує крила, виконання одного простого бажання (вона просить фей дати Ніку часовий дар, про який той дуже мріє) і два подарунки: від світлих фей — Рубіновий Ключ для Часового Кола, а від темних — кинджал(Сталевий Зубок), з інкрустованими в його сталь сапфірами. Ключ у неї незабаром відбирають недруги: Норт і Марк Ляхтич, золотий ключник, змушуючи Василису передати його старшому братові. Але перед Василисою з'являється Чорна Королева, повелителька лютів (темних фей) і повідомляє їй, що кинджал, який їй подарували, — не що інше, як Чорний Ключ, найголовніший з ключів Часового Кола. Василина поспішає до Часового Кола, але потрапляє в «часову петлю» зроблену Оленою Мортиновою, яка мала намір вбити дівчинку. Під час бою, розкривається секрет народження Василиси: її матір'ю є Біла Королева, а батько, Нортон Огнєв — Дух, що робить Василису півдухом. Сам Огнєв рятує молодшу дочку від Олени, і вона стає в Часове Коло.
Книга закінчується тим, що Часове Коло починає обертатися, переміщаючись в часі.

### Часове серце
Ключники потрапляють на Осталу, в спортивний табір «Вершина» і розшукують там великого духа Остали — Астрагора, главу ордену Драгоціїв, за сумісництвом він є дядьком Феша і Захарри (кузини Феша). Астрагор гарантує ключникам захист і допомогу в обмін на чашу Пурпурового Квіту. Однак Василина дізнається, що, перерізавши стебло квітки, вона постаріє або помре.
Ключники пірнають в часи лихоліть, щоб дістати предмети для обряду перерізання стебла Пурпурового Квіту. Василина під час своєї подорожі в часі на 1000 років назад зустрічає видатного часодія Ефларуса, який створив розрив між Ефларою і Осталою. Він пояснює Василині, що потрібно зробити часовий розрив на сто годин назад, і тоді Остала, як основна планета, буде обганяти Ефлару, а розрив збільшуватиметься. До того ж з Остали на Ефлару не зможуть переходити духи — вороги часодіїв, від яких ті втекли в окремий світ. Під час табірного походу в ліс, перед днем народження Василини, Феш вирішує зробити їй подарунок: заставку в часолисті, особистий куточок. Це виявляється затишна зелена долина з водоспадом в скелі. Там Феш вперше романтично цілує Василину. Потім, дізнавшись, що Василині загрожує небезпека після зрізання Пурпурового Квіту, Феш просить у свого дядька Астрагора дозволу взяти пораду у його гадального дзеркала. Астрагор дозволяє Фешу скористатися дзеркалом, але в обмін змушує його підписати кабальний договір. Феш зобов'язується служити Астрагору до повноліття, а потім надати йому право переселитися в своє молоде тіло. Феш таємно посилає Василині пораду гадального дзеркала анонімною запискою. Коли Пурпуровий Квіт нарешті розквітає, Василина перерізає його стебло. Потім, діючи згідно з порадою дзеркала, вона відкопує серед коренів квітки Кришталеве серце і розбиває його, бажаючи, щоб Ефлара пішла на сотню годин назад. Її бажання виконується. Астрагор, який лише для виду говорив, що йому потрібна чаша квітки, а насправді полював за Кришталевим серцем, відступає. Фея Діана була зачасована Ярисом, а Феш пішов до свого дядька. Що буде далі з Василиною та її друзями, ви дізнаєтесь у 3 частині циклу "Часодії

### Часова вежа
Василина потрапила в Школу Світлочасу. Пройшовши лабіринт Тайноса, вона отримала найвищий рівень (дванадцятий), але директор школи Олена Мортинова спробувала відмовити їй в прийомі. Завдяки втручанню Астаріуса, вищого часодія Астрограду, Василина все-таки була прийнята, але на нульовий рівень. Її вчителем був містер Родіон Крафт, вчитель з третім часодійним ступенем. Василина успішно вчилася і отримувала у нього вищий бал.
Під час візиту в Рубіновий Шпиль, Василина хотіла викрасти стрілу Діани, щоб відправитися до фей і розчасувати її, але її випередив Феш. На час обшуку стрілу передали Данилу (їх спільному другові, який нелегально проживає в одній з веж на даху Лазора). На святі Листопада Василина зв'язалася з Чорною Королевою, і та допомогла їй дістатися до поля старочасів. Пройшовши складний і довгий шлях, дівчинка все-таки розчасувала Діану. Чорна Королева допомогла їй вибратися з поля старочасів — так називаються таємні землі, які перебувають у королівстві фей. За розчасування підопічної Біла Королева пропонувала Василині все, чого вона побажає — смарагди, сапфіри… Василина обрала рубіни, бо згадала, що вони потрібні Данилові для часольоту.
В кінці книги ключники знаходять Розколотий Замок. Марк і Норт забирають стрілу з Годинникової вежі, яка була потрібна Астрагору, а Василина, за підказкою Діани, стає на місце стріли і відмотувати час на годиннику назад, повернувши час у Розколотий Замок, відновивши його. Тепер годинникарі можуть почати досліджувати його.
В останній главі Астрагор призначає Марку і Фешу завдання: часове ім'я Василини в обмін на виконання будь-якого бажання. Юний Драгоцій розповідає все це Захаррі, яка пообіцяла допомогти йому, щоб б він не робив.

### Часове ім'я
У книзі «Часове ім'я» продовжується оповідь про неймовірні та часто небезпечні пригоди володарки ЧорноКлюча Василини. Ці пригоди змішуються з шаленими переживаннями у її серці: чи буде коли-небудь їхня родина разом? Чи розв'яжуться нарешті непорозуміння з Фешем, її найближчим другом? Чи зможуть  цілуватися вони вічно?У кого таки вселиться страшний дух Астрагор? Та крім того на тендітну юну дівчинку чекає участь у перегонах на зорепташці, пошуки Чорної Кімнати, падіння у жахливу ущелину Розколотого Замку, таємне проникнення в чужий замок, жорстоке покарання, здобуття часодійної речі у Чорній Кімнаті. Зустріч із Фешем на побаченні, і раптовий візит до них Нортона-старшого. Чим же закінчиться їхня зустріч, чи дізнається Феш розповідь про загибель його батьків?

### Часограмма
Часодійний світ хвилюється: Астрагор, ворог ефларців, повернувся і жадає помсти. Нортон Огнєв кинув йому виклик, Василина хоче допомогти батькові. Разом з друзями вона намагається розгадати таємницю іржавого уламка, знайденого в Розколотому Замку, вчиться новому часодійству і відкриває для себе незвідані таємниці управління Часом.Також Феш запрошує Василину на побачення . Чи вийде в них бути разом? Чи не стануть на заваді ?Ключників чекають небезпечні і захоплюючі пригоди, перші втрати, жорстока боротьба і зустріч зі справжнім злом. Василини доведеться зробити непростий вибір, розгадати найважливішу таємницю в її житті.
Чи впорається вона з неймовірною відповідальністю, яка раптом обрушилася на її юні плечі? Ви дізнаєтеся все це в п'ятій книзі циклу «Часодії».

### Часова битва
У шостій книзі циклу «Часодії» на Василину й Феша чекають неймовірні випробування. Наближається фатальна мить — вирішальна битва за трон Часу. Зодче Коло збентежене: Василина Огнєва стала ученицею Астрагора, запеклого ворога всіх ефларських часівників, Феш Драгоцій безслідно зник, і невідомо, що очікує ключників у майбутньому. І тільки Астрагор упевнений у своїй долі та стрімко прямує до найголовнішої мети, залучаючи союзників і розбиваючи ворогів. Чи вдасться Василині врятувати свого друга? Яка доля судилася її батькові, Нортону Огнєву? Ким же насправді є Родіон Хардіус і які ще таємниці зберігає Розколотий замок? В останній книзі часодійної історії розкриються всі найважливіші секрети і ми нарешті дізнаємося, на чиєму боці сам Час і чи Одружаться Феш і Василина в майбутньому?

## Переклади українською
Цикл «Часодії» (переклад Наталки Косенко):
- «Часовий ключ» (Школа, 2014)
- «Часове серце» (Школа, 2014)
- «Часова вежа» (Школа, 2014)
- «Часове ім'я» (Школа, 2014)
- «Часограма» (Школа, 2014)
- «Часова битва» (Школа, 2015)

Додаткові видання до циклу «Часодії»:
- «Часолист» (Школа, 2015)
- Подарунковий комплект із сюрпризом. Часовий ключ. Часове серце. Часова вежа. Часове ім'я. Часограма. Часова битва (Школа, 2015)

## Персонажі

### Часодії

#### Огнєви
Герб Огнєвих — зламана золота стріла на чорному фоні. Здавна проживають у замку Чорновод.
- Нортон Огнєв (старший) — один зі старших учнів Астрагора, батько Василини, Дейла та Норта Огнєвих.
- Василина Огнєва — головна героїня, донька Нортона старшого, дванадцять років прожила на Осталі (Землі), має вищий ступінь часодійства, протистоїть Астрагору.
- Норт Огнєв (молодший)  — син Нортона Огнєва (старшого), брат Василини, володар незаконно отриманого Рубінового ключа.
- Дейла Огнєва — донька Нортона Огнєва (старшого).
- Ніколь Огнєва — ненароджена донька Нортона Огнєва (старшого).
- Ніра Огнєва — жінка Нортона Огнєва (старшого).

#### Драгоції
Стародавній рід, якому раніше належала долина Драгоція, назва якої закладена в прізвище. Усі в роду Драгоціїв проходять відбір, аби навчатися в Астрагора. Проте за честь навчати синів та дочок роду (ордену) Драгоців у Духа Остали, один з них у роковий час мав за пророцтвом заплатити життям, віддавши його для омолодження Астрагора.
- Астрагор — дядько Феша. Постійно шукає найкращого учня, і коли тому виповнюється 18 років — проводить обряд омолодження. У книзі «Часове серце» під іменем Миколи Васильовича Астрагорова обіймав місце директора спортивного табору.
- Рок Драгоцій — найстарший учень Астрагора та його єдиний син. Двоюрідний брат Феша. Схожий статурою на батька, високий, худий, обличчя похмуре, з різкими рисами. Схожий на чаклуна з поганої казки. Густі темні брови, що майже зрослись на переніссі, довгий ніс з горбинкою, підборіддя виступає вперед.
- Феш Драгоцій — ключник, що має срібний ключ від світлих фей. Сирота, виховувався дядьком Астрагором. Втратив батьків, будучи малим: мати підковзнулась та впала з балкону, а батько, показавши сину Кришталеве озеро, згодом також зник[5].
- Захарра — двоюрідна сестра Феша. Вперше з'являється у книзі "Часове Серце". Учениця Астрагора. Член орденів: Дружби, Непростих та Драгоціїв. Перша часова ступінь. Була закохана у Ніка Лазарева та  Маара Броннера. Любить печиво Жана-Жака. Дуже красиво малює. Певний час була хранителькою Залізного Ключа. День нароження: 3 травня.
- Рет Драгоцій - брат Феша, любить пригоди, приязний до Василини.
- Примаро Драгоцій - таємничий брат Феша. Приязний до Василини. Його пророцтва зазвичай справджуються.
- Фелікс Драгоцій - веселий брат Феша, любить жарти.

#### Інші
- Ефларус — часодій, що створив Часовий розрив та Розколотий замок.
- Мандигор - директор Темночасу.
- Маркус Ляхтич- золотоключник, ненавидить Василину. наприкінці книги "Часограма" попрощався з душею віддавши тіло Астрагору. Часове ім'я Вулкан.
- Маришка Резникова-кришталева ключниця.
- Ярис Чаклош-бронзовий ключник.
- Нік Лазарев
- Олена Мортинова- директорка Світлочасу.
- Маар Броннер- Бронзовий ключник після смерті Яриса.
- Астаріус-Голова "РадоСвіту"
- Гроза/Лоза-вихованка Чорної Королеви.
- Цзіа-вихованка Чорної Королеви, вчитися в Світлочасі.
- Римма-вихованка Чорної Королеви, вчитися в Світлочасі.

#### Часомайстри
- Констянтин Лазарев-Батько Ніка, голова часомайстрів.
- Данило- хлопець який живе в "Цапфі".

### Феї, фіри та люти
- Біла Королева (Лісса, Білка) — рудоволоса, синьоока. Має дар виражати свій настрій за допомогою розсипу дорогоцінного каміння — зелених смарагдів (веселість), синього аквамарину (злість), діаманти (тривога, сум), пурпурні рубіни (лють, ненависть). Прийомна донька Чорної Королеви. Знайдена маленькою Чорною Королевою в лісі. Виростили її в Часодолі, а потім віддали до навчання з Огнєвим старшим до Астрагора, де Лісса стала однією з найкращих часодійок Остали. В Зміулані закохалась в Нортона, та заключила договір з Астрагором, поклявшись віддати йому свою першу дитину за дар каменів настрою, який дав змогу стати справжньою феєю. Пішла на це, аби стати гідною Нортона та довести Чорній королеві, що схожа на неї, що не дарма виховувалась як принцеса, достойна стати королевою. Віддала дитину Нортону на виховання на 12 років. Зачасована Оленою Мортиновою.
- Чорна Королева — мати Нортона Огнєва — старшого. Має шрам на обличчі, залишений Нортоном під час сварки — битви, коли останній, надоумений Астрагором, вважав, що Чорна Королева підмовила Білу відмовитись від дитини заради свого статусу.
- Діара Делш — чорноволоса часівниця, наставниця Діани. Стала Перлинною Королевою після зачасування Лісси.
- Діана Фрезер — володарка залізного ключа, подруга Василини

### Люди
- Олексій Рознєв-друг Василини, доглядач від лютів.
- Вітька Жаба — легендарний персонаж спортивного табору «Вершина». Невгамовний витівник, на особистому рахунку якого чи не половина усіх витівок за час існування табору. Після того, як одного разу підпалив їдальню — його приїзд був під великим сумнівом. Своє прізвисько «Жаба» отримав після того, як підкинув вередливій медсестрі до каструлі, де мав бути суп, велику зелену бородавчасту жабу[5].
- Ольга Михайлівна — тренер Василини з художньої гімнастики. Невисока, трохи повнувата жінка. Турботливо ставиться до Василини, вислуховувала її дитячі страхи, проблеми, цікавилась справами, допомагала робити уроки, коли дівчинка затримувалась на заняттях.
- Марта Михайлівна — ростила Василину за гроші, а після переїхала до котеджу.
- Олексій Рознєв (Льошка) — давній друг Василини до того як вона перейшла на Ефлару, також був у таборі "Вершина" у частині "Часове Серце", де його познайомила Василина та її нові друзі з часодійством.

## Географія Ефлари та Остали

### Міста, замки, долини
- Розколотий замок — побудований сімома найкращими майстрами з сімох частин землі. Матеріали були доставлені з різних часів та епох. Будувався на землі Духів. Після війни, коли була створена Ефлара, Ефларус переніс замок на нейтральні землі Часового розриву. Перенесення було не зовсім вдалим, замок почав зникати та з'являтися в іншому місці, чим викликав злість у Ефларуса, який зрештою розколов замок на дві частини. Хоча замок зник, в різних частинах Ефлари почали знаходити ключі від семи таємних кімнат.
- Чорновод — замок сімейства Огнєвих. У Північній башті проживає Нортон старший, у Східній башті — Василина, у Південно-Східній — Норт молодший, Дейла живе у Південній, Північно-Східна — пустує, а Західна зветься Одинокою, і завжди пустує — вхід до неї перегороджають важкі залізні двері з часовим механізмом. Найвища башта замку — Годинникова, у ній знаходиться Головний годинник. Цей годинник є серцем замку, що охороняє Час. Годинник може спинитись лише під час остаточної гибелі замку. Коли у будинку царювала напружена атмосфера — годинник спішив, а коли сім'ї щось загрожувало — хід часу сповільнювався, циферблат чорнів та вкривався пилом[6]. У замку прислужують часто невидимі феї.
- Чорнолют — замок і школа Чорної королеви.
- Зміулан — замок, в якому проживає Астрагор, там навчаються сильного часодійства, як дозволено, так і забороненого. Тут же проживають Феш, Захара, Рок, Рет, Войт Драгоції та інші. Сам замок весь чорний і розташований на вершечку гори, а потрапити до нього можна тільки через спеціальний складний часовий механізм, що називається турбійон
- Рубіновий шпиль — найкращий з замків Ефлари. Оселя Олени Мортинової та її підопічних.
- Повітряний замок - в замку находиться школа, гуртожиток. Його названо через те, що здалеку здається мов би він стоїть на хмарах.

## Часодійство

### Часові ступені
Часодій керує часом за допомогою особливого дару, що вимірюється в часових ступенях. Часовий ступінь — особиста жила часівника, не дар від природи, а показник сили духу часодія.
Існують чотири часові ступені:
| Часовий ступінь | Потенціал та можливості часодія |
| --------------- | --- |
| Вищий ступінь   | Керує чотирма рівнями свободи: розумом, почуттями, діями, інтуїцією. Має почуття передбачення, можливість вірного вибору в безмежній кількості вірогідностей майбутнього та минулого. |
| Перший ступінь  | Включає силу почуттів, що дозволяє перетворювати бажання та прагнення у будь-що. |
| Другий ступінь  | Можливість підкорення Часу силою думки. |
| Третій ступінь  | Часівник керує часом за допомогою простого побажання. |

### Часові речі
Є різні часові речі якими користуються часодії.
| Часолист      | Дає змогу отримувати листи, радитися з друзями, «створити свій куточок на планеті», сховати там особисті речі. |
| Часова стріла | Дозволяє часувати, є основним предметом часодіїв.                                                              |
| Верма         | Дозволяє безпечні дуелі.                                                                                       |
| Тікер         | Дозволяє бачити минуле і майбутнє речі,кімнати і т.д...                                                        |
| Часові Крила  | Дозволяють літати,битися та ставати невидимкою.                                                                |

## Організації та об'єднання

### Часове коло
| Часівник               | Часівна ступінь | Роль                            | Ключ             | Опис ключа                                                                                    | Де здобуто                                             | Примітки                                                                  |
| ---------------------- | --------------- | ------------------------------- | ---------------- | --------------------------------------------------------------------------------------------- | ------------------------------------------------------ | ------------------------------------------------------------------------- |
| Феш Драгоцій           | вищий ступінь   | Ключник                         | Срібний ключ     |                                                                                               | від світлих фей                                        |                                                                           |
| Маркус Ляхтич          | перший ступінь  | Ключник                         | Золотий ключ     |                                                                                               | змагання темночасів                                    |                                                                           |
| Маришка Резникова      | перший ступінь  | Ключник                         | Кришталевий ключ |                                                                                               | змагання у школі світлочасів                           | за пророцтвом має вказати Розколотий замок                                |
| Василина Огнєва        | вищий ступінь   | Ключник                         | Чорноключ        | Чорний ключ створений Ефларусом, який вклав у ключ і таємницю. У лезі ключа є сильні часоводи | подарунок темних фей                                   | Чорна Королева подарувала кинджал Стальний Зубок, що виявився Чорноключем |
| Василина Огнєва        | вищий ступінь   | Ключник                         | Рубіновий ключ   |                                                                                               | подарунок Білої королеви                               |                                                                           |
| Нортон Огнєв(молодший) | перший ступінь  | Ключник                         | Рубіновий ключ   | подарував батько, змусивши Василину віддати його                                              | за пророцтвом Рубіновий ключ має розказати усі секрети |                                                                           |
| Діана Фрезер           | вищий ступінь   | Ключник                         | Залізний ключ    |                                                                                               | від Білої королеви                                     |                                                                           |
| Ярис Чаклош            | перший ступінь  | Ключник                         | Бронзовий ключ   |                                                                                               | змагання школи темночасів                              |                                                                           |
| Маар Бронер            | перший ступінь  | Ключник                         | Бронзовий ключ   |                                                                                               | після зачасування Яриса Чаклоша                        |                                                                           |
| Нік Лазарев            | третій ступінь  | Доглядач від часомайстрів       |                  |                                                                                               |                                                        |                                                                           |
| Дейла Огнєва           | другий ступінь  | Доглядач від часодіїв           |                  |                                                                                               |                                                        |                                                                           |
| Олексій Рознєв         |                 | Доглядач від чорних фей (лютів) |                  |                                                                                               |                                                        |                                                                           |
| Рок Драгоцій           |                 | Таємний спостерігач (шпик)      |                  |                                                                                               |                                                        |                                                                           |
| Захарра Драгоцій       | перший ступінь  | Таємний спостерігач (шпик)      | Залізний ключ    |                                                                                               | після зачасування Діани                                | після розчасування Діани повернула ключ справжній власниці                |

### Орден Непростих
Часівники, які не бажають коритися законам РадоСвіту, та створюють власні закони.

### Орден Дружби
Цей орден був заснований молодими ключниками, щоб вони разом змогли протистояти іншим і захищати своїх. Спочатку до нього ввійшли: Василина Огнєва,
Феш Драгоцій,
Захарра Драгоцій,
Нік Лазарев,
Діана Фрезер,
Згодом до цього ордену приєднався Маар Броннер

### РадоСвіт
Правлячий комітет Ефлари. Там засідають найшанованіші та наймогутніші часівники Ефлари. Головою РадоСвіту вважається Астаріус.